# Kloakenvorfall
Der Kloakenvorfall oder Kloakenprolaps ist eine krankhafte Hervorstülpung der Kloake bei Reptilien und Vögeln. Es können auch Teile des Legedarms, Eileiters oder Darms mit vorfallen.
Die Ursache sind Störungen der Eiablage (Legenot), chronischer Durchfall, Fremdkörper im Darm, starker Parasitenbefall, Verstopfungen und bei älteren Legehennen auch eine Bindegewebsschwäche.
Die Therapie richtet sich nach dem Umfang und dem Grad der Schleimhautveränderungen. Bei frischen Vorfällen kann nach Reinigung versucht werden, den Vorfall manuell zu reponieren und die Kloake anschließend mit einer Tabaksbeutelnaht gestützt werden. Die Rezidivgefahr ist allerdings recht hoch. Bei stärkerem Gewebsuntergang müssen abgestorbene Teile chirurgisch entfernt werden. Zur Vermeidung von Rezidiven kann die Kloake an die rückenseitige Rumpfwand angenäht werden (Kloakopexie), unter Umständen auch der Enddarm (Colopexie).